# Bujar Zajmi
Bujar Zajmi (ur. 7 lipca 1939 w Tiranie, zm. 27 sierpnia 2022 tamże) – albański malarz, grafik i kostiumograf.

## Życiorys
W 1959 ukończył naukę w szkole artystycznej Jordan Misja. Odbył studia z zakresu poligrafii w Lipsku, a w roku 1967 ukończył studia z zakresu malarstwa w Instytucie Sztuk w Tiranie. Od 1966 pracował w Studiu Filmowym Nowa Albania (Kinostudio Shqiperia e Re) jako autor reklam filmowych. W 1969 przygotował kostiumy do filmu Njesit gueril. W latach 1972 pracował jako redaktor artystyczny czasopisma resortu spraw wewnętrznych Ne sherbim te popullit (W służbie ludu). W latach 1975–1978 zajmował się projektowaniem znaczków pocztowych dla Poczty Albańskiej. Od 1978 kierował działem wydawnictw ilustrowanych w domu wydawniczym 8 Nentori. W latach 1978–1986 prowadził zajęcia z uczniami szkoły artystycznej Jordan Misja w Tiranie.
Zajmi pełnił funkcję zastępcy przewodniczącego komisji grafiki działającej przy Lidze Pisarzy i Artystów Albanii. Był także przewodniczącym Stowarzyszenia Kulturalnego Goethe i członkiem władz Towarzystwa Przyjaźni Albańsko-Niemieckiej. Zmarł w sierpniu 2022 w Tiranie. Pochowany na cmentarzu Tufinë.

## Twórczość
Był autorem ponad 7 tysięcy grafik, obrazów olejnych i rysunków, w większości o tematyce historycznej i patriotycznej, malował także pejzaże. Większość prac powstała w jego pracowni artystycznej w Tiranie. Przygotowywał także kostiumy do spektakli teatralnych. Pierwszą wystawę jego prac zaprezentowano w 1990 w Pałacu Kultury w Tiranie. W 2011 Narodowa Galeria Sztuki w Tiranie zaprezentowała 65 prac z dorobku artystycznego Zajmiego, poświęconych Tiranie. Kolejną wystawę prac artysty zorganizowano w roku 2022 w Galerii Tirany. Wystawiał także poza granicami Albanii - w Berlinie, Paryżu i w Pekinie.

## Publikacje
- 1990: Tirana (album)